# Гіацинт граф фон Штрахвітц
Гіацинт граф фон Штрахвітц фон Грос-Цаухе унд Ка́ммінец (нім. Hyazinth Graf Strachwitz von Gross-Zauche und Camminetz; нар. 30 липня 1893, Гросс-Штейн, Верхня Сілезія — пом. 25 квітня 1968, Тростберг, Баварія) — німецький воєначальник часів Третього Райху, генерал-лейтенант (1945) Вермахту. Кавалер Лицарського хреста Залізного хреста з Дубовим листям‎, Мечами та діамантами (1944).

## Біографія
Військова кар'єра
- 17 лютого 1914 — лейтенант
- 1921 — обер-лейтенант
- 9 серпня 1933 — СС-манн
- 15 вересня 1933 — СС-шарфюрер
- 19 грудня 1933 — СС-труппфюрер
- 10 березня 1934 — СС-обертруппфюрер
- 28 квітня 1934 — СС-унтерштурмфюрер
- 9 листопада 1934 — СС-оберштурмфюрер
- 1934 — гауптман резерву
- 15 вересня 1935 — СС-гауптштурмфюрер
- 1935 — ротмістр резерву
- 13 вересня 1936 — СС-штурмбанфюрер
- 30 січня 1939 — СС-оберштурмбанфюрер
- 1940 — майор резерву
- 1 січня 1942 — оберст-лейтенант резерву
- 1 січня 1943 — оберст резерву
- 3 листопада 1943 — СС-штандартенфюрер
- 1 квітня 1944 — генерал-майор резерву
- 30 січня 1945 — генерал-лейтенант резерву

Гіацинт граф фон Штрахвітц фон Грос-Цаухе унд Каммінец народився в Гросс-Штейні, в старовинній сілезькій аристократичній сім'ї спадкових військових. Родинні військові традиції ведуть свою історію з битви при Легниці в 1241 році, у якій монголи розгромили польську армію під проводом Генріха Другого, принца Нижньої Сілезії. На давність роду вказує перше (церковне) ім'я Гіацинт, яким в родині називали протягом 700 років кожну першу народжену дитину в поколінні. На честь цього святого в давні часи в замку Гросс-Штейн була споруджена каплиця.

### Військова служба
Фон Штрахвітц поступив на службу в елітний підрозділ імперської армії, кірасирський полк Garde du Corps. Цей полк курував особисто кайзер Вільгельм Другий. Військову освіту фон Штрахвітц отримав у військовій академії Берлін-Ліхтерфельде, де навчався разом з Манфредом фон Ріхтгофеном. Він проявив неабиякий талант і став прекрасним вершником, фехтувальником і атлетом. Штрахвітц був перспективним кандидатом на участь в Олімпійських Іграх 1916 року.

### Перша світова війна
В 1914 фон Штрахвітца в званні лейтенанта в складі свого полку було відправлено на фронт. У вересні того ж року він брав участь у тижневому рейді французькими тилами. Рейд закінчився полоном в околицях Парижа, до того ж під час полону фон Штрахвітц був одягнений в цивільний одяг, за що французи винесли смертний вирок. Пізніше вирок було пом'якшено і 14 жовтня 1914 замінено на каторжні роботи в Кайенні (Французька Гвіана, Південна Америка), втім відправлення так і не відбулося — замість цього Штрахвітца через Монпельє та Ліон було переведено до в'язниці острова Іль-де-Ре, а звідти до Каркассонну, де його у важкому психічному та фізичному стані виявила комісія швейцарського Червоного Хреста. У 1918 р. його було відправлено до Швейцарію, а потім до Німеччини.
За короткий період служби до полону фон Штрахвітц за сміливість встиг отримати Залізний Хрест 1 класу і прізвисько «Verwegene Graf» («зухвалий граф»). Перебування у полоні сильно вплинуло на здоров'я графа і додому у 1918 році він повернувся зовсім хворим.

### Міжвоєнна служба
Після повернення на батьківщину фон Штрахвітц вступив до Freikorps (Фрайкора) — напіввійськової організації задля відновлення повоєнного порядку у Верхній Сілезії, проте тут його служба тривала недовго, оскільки дана територія після війни була віддана новоствореній Польщі. Але фон Штрахвітц опинився на службі в Рейхсвері у складі 7-го кавалерійського полку, який дотримувався старих традицій полків імперської армії.
У 1934 році фон Штрахвітц брав участь в армійських маневрах в районі Бреслау, де в сферу його інтересів потрапили дії моторизованих підрозділів.
У 1935 році фон Штрахвітц потрапив у новосформований 2-й танковий полк. Полк дислокувався в Айзенаху і згодом став кістяком майбутньої 1-ї танкової дивізії.
Був членом НСДАП (№ 1405562) і СС (№ 82.857)

### Друга світова війна
У складі свого підрозділу граф взяв участь у Польській кампанії 1939 року як офіцер постачання танкової дивізії. Під час вторгнення до Франції служив в 1-му батальйоні 2-го танкового полку 1-ї танкової дивізії. В ході кампанії на Балканах командував 1-м батальйоном.

### Вторгнення в СРСР
На початковій стадії німецького вторгнення в СРСР у 1941 році фон Штрахвітц командував 18-м танковим полком в складі 16-ї танкової дивізії, де він став популярним і авторитетним польовим командиром з відмінним тактичним досвідом і знаннями. Там до нього пристало інше прізвисько — Der Panzergraf («танковий граф»). Він брав участь у всіх важливих битвах початкового періоду боїв на Східному фронті, включаючи форсування Буга і в танковій битві біля Бродів-Дубно. В цей період фон Штрахвітц став відомий своєю зухвалою тактикою, застосування якої часто дозволяло його підрозділу завдавати великої шкоди противнику. За свої заслуги, в тому числі і за попередні кампанії, 25 серпня 1941 фон Штрахвітца було нагороджено Лицарським хрестом.

### Кампанії 1942 року
У 1942 році фон Штрахвітц отримав звання оберст-лейтенанта і разом зі своєю 16-ю танковою дивізією в складі 6-ї армії Паулюса брав участь в літній кампанії 1942 року, наступав на Сталінград. У боях в районі Калача його батальйон протягом 48 годин знищив 270 радянських танків. Під Сталінградом був поранений і евакуйований з передової, уникнувши незавидної долі, яка спіткала згодом 6-ту армію.
13 листопада 1942 за успішні бойові дії фон Штрахвітц отримав Дубове Листя до свого Лицарського Хреста.

### 1943 рік
Після повернення після поранення на фронт, фон Штрахвітц 1 січня 1943 отримав під своє командування танковий полк елітної танкової дивізії «Велика Німеччина». Третій батальйон його полку був озброєний новими важкими танками Panzer VI Tiger. 28 березня 1943 в ході важких боїв в районі Харкова полковника фон Штрахвітц було нагороджено Мечами до Дубового листя Лицарського Хреста.
Влітку 1943 року фон Штрахвітц взяв участь в операції «Цитадель», відомій також, як Курська битва. Після провалу операції німецькі війська були змушені відступити. Фон Штрахвітц показав себе вмілим командиром не тільки в наступі, а й в обороні. Він швидко розпізнавав цілі російської атаки і проводив кілька контратак у фланги і тил наступаючого противника. Фон Штрахвітц був визнаним експертом в облаштування протитанкових позицій і засідок і за короткий час знищив величезну кількість радянських танків.

### У складі групи армій Центр
У 1944 році фон Штрахвітц був переведений на північний фланг Східного фронту. 1 квітня 1944 він був представлений до звання генерал-майора і на короткий час став командиром 1-ї танкової дивізії.
15 квітня того ж року він став 11-ю людиною у Вермахті, нагородженою Діамантами до Мечів та Дубового листя Лицарського Хреста за бойові дії в районі Туккума та Риги. До того часу він вже командував усіма танковими силами Групи армій «Північ». Ці сили носили назву Panzerverband Graf Strachwitz (також відомої як Kampfgruppe Strachwitz) і влітку 1944 року вели успішні бойові дії в Литві. Так, 21 серпня 1944 фон Штрахвітцу вдалося, маючи всього 10 танків, з боєм взяти місто Туккум, знищивши за допомогою артилерійської підтримки з кораблів велику кількість радянських танків. Завдяки цьому з оточення вдалось вирватись 500-тисячному угрупуванню армій «Північ».
До кінця 1944 року фон Штрахвітц крім займаної командної посади був відповідальним за реорганізацію танкових і панцергренадерських частин.

### Останні бої, 1944—1945
Наприкінці 1944 року життя графа мало не обірвалася в результаті серйозної автомобільної аварії. Легкий всюдихід, на якому їхав фон Штрахвітц, втратив керування і з'їхав в кювет, кілька разів перекинувшись через дах. Його водій і ординарець загинули на місці. Граф отримав травму черепа, зламав кілька ребер, а також отримав множинні переломи рук і ніг. Лікарі пророкували йому довгий період перебування в госпіталі. Але завдяки величезній силі волі фон Штрахвітц вже через кілька тижнів повернувся на фронт і, будучи ще на милицях, розпочав формування та навчання спеціальної винищувальної бригади в Бад Кудова.
Ситуація на фронті для Німеччини все погіршувалася і погіршувалася. Фон Штрахвітц відійшов з боями через Чехословаччину до Баварії, де склав з себе командування і наказав всьому особовому складу здатися в полон західним союзникам. Він став військовополоненим американської армії.
Крім важкої аварії, за час Другої світової війни фон Штрахвітц був поранений 10 разів, у тому числі мав 2 осколкових поранень в голову.

## Повоєнне життя
У 1947 році фон Штрахвітц був відпущений і повернувся до Німеччини. Поки він знаходився в полоні, його дружина загинула від нещасного випадку майже відразу після війни. Все своє майно в Сілезії він втратив, воно було конфісковано радянськими військами. В ході війни він втратив двох своїх синів (другий загинув в останні дні війни). Тому, одружившись знову, він почав нове життя в Західній Німеччині. Дочка Штрахвітца, Хельга, була послом ФРН в Ємені та Ефіопії.
У 1949 році фон Штрахвіца запросили Сирії як консультанта, щоб допомогти реорганізувати сільське господарство і армію. Але відрядження тривало всього 2 роки, бо сирійський уряд, який його запросив, було повалено. Фон Штрахвітц повернувся до Німеччини 1951-го року і оселився в Баварії, біля озера Кімзее. Помер 25 квітня 1968 року у шпиталі міста Тростберг. Був похований у Німеччині, в Грабенштадті.

## Нагороди
- Почесний лицар Мальтійського ордену
- Залізний хрест 2-го і 1-го класу
- Сілезький Орел 2-го і 1-го класу
- Почесний кут старих бійців (1934)
- Почесний хрест ветерана війни з мечами
- Медаль «За вислугу років у Вермахті» 4-го, 3-го, 2-го і 1-го класу (25 років)
- Спортивний знак СА в бронзі
- Німецька імперська відзнака за фізичну підготовку в золоті
- Кільце «Мертва голова»
- Медаль «За вислугу років у НСДАП» в бронзі (10 років)
- Застібка до Залізного хреста
  - 2-го класу (5 жовтня 1939)
  - 1-го класу (6 або 7 червня 1940)
- Орден Корони Румунії (9 червня 1940)
- Сертифікат Пошани Головнокомандувача Сухопутних військ Вермахту (2 серпня 1941)
- Лицарський хрест Залізного хреста з дубовим листям, мечами і діамантами
  - лицарський хрест (25 серпня 1941)
  - дубове листя (№144; 13 листопада 1942)
  - мечі (№27; 28 березня 1943)
  - діаманти (№11; 15 квітня 1944)
- Нагрудний знак «За танкову атаку»
  - в сріблі (28 жовтня 1941)
  - в золоті 4-го ступеня «100» (1943/44)
- Нагрудний знак «За поранення»
  - в чорному (1941)
  - в сріблі (17 березня 1942)
  - в золоті (16 лютого 1943)
- Медаль «За зимову кампанію на Сході 1941/42» (серпень 1942)
- Німецький хрест в золоті (29 травня 1943)
- Неодноразово відзначений у Вермахтберіхт